# Joseph Marius Ramus

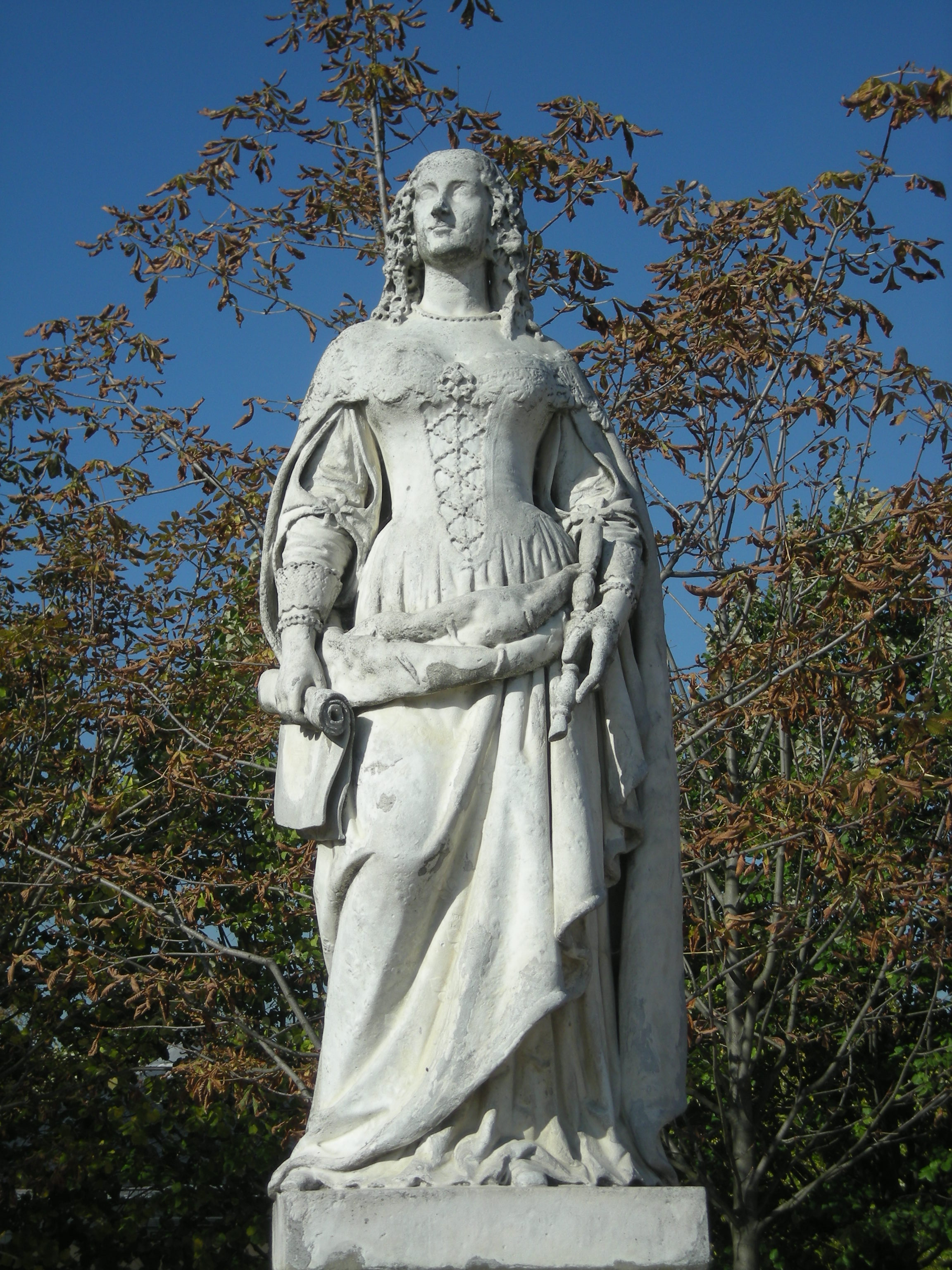
Anna av Österrike i Luxembourgträdgården.

Joseph Marius Ramus, född den 19 juni 1805 i Aix i Provence, död den 3 juni 1888 i Nogent-sur-Seine, var en fransk bildhuggare.
Ramus  började sina studier på konstakademin i hemstaden och vann alla dess priser. År 1822 begav han sig till Paris, där han blev elev av Corot och École des beaux-arts. Han besökte 1830 Italien efter erhållandet av det romerska priset; här lät han för Palais des beaux-arts avbilda en stor del av 1400- och 1500-talens mästerverk. Bland hans många alster i plastiken kan nämnas som de mest betydande: statyerna av Lafontaine och Séguier, Anna av Österrike i Luxembourgträdgården, Daphnis och Chloe, Kephalos och Prokris, Davids strid med Goliat, Sankt Mikael och Sankt Gabriel (kyrkan Saint-Eustache 1868) och många andra statyer, ideala plastiska arbeten och porträttbyster.